# Witchblade
Witchblade är en amerikansk serietidning från 1995.

## Handling
Witchblade handlar om polisen Sarah Pezzini, som, med hjälp av "Witchblade", ett armband med magiska krafter, bekämpar brottslighet, som alltid tycks ha med hennes förflutna att göra. Vid sin sida har hon sin partner Danny Woo och Ian Nottingham, som jobbar för den mystiske och mäktiga mannen Kenneth Irons, som man inte riktigt vet om han är god eller ond, om han vill ha witchblade för sig själv eller hjälpa Sara med att bemästra den.

## Bearbetningar
Witchblade har också gjorts till en TV-film från 2000, en tv-serie och en anime- och mangaserie.